# Seznam iranskih novinarjev
Seznam iranskih novinarjev.

## A
- Hashem Agha-Jari
- Masih Alinejad
- Christiane Amanpour
- Ahmad Allahyari
- Pouian Allahyari

## B
- Rudi Bakhtiar
- Emadeddin Baghi
- Mohammad Taghi Bahar
- Massoud Behnoud

## D
- Ali Akbar Dehkhoda
- Masoud Dehnamaki
- Hossein Derakhshan

## E
- Mirzadeh Eshghi

## F
- Mirza Mohammad Farrokhi Yazdi

## G
- Akbar Ganji
- Mohammad Ghouchani
- Kaveh Golestan

## H
- Saeed Hajjarian (Said Hadžarian)

## K
- Ashkan Khajehnoori
- Nikahang Kowsar

## M
- Sina Motallebi
- Omid Memarian
- (Mir Hossain Musavi)

## N
- Ebrahim Nabavi
- Ali Reza Nourizadeh

## S
- Kioumars Saberi Foumani
- Shadi Sadr
- Ahmad Shamlou
- Mashallah Shams-ol-vaezin
- Hossein Shariatmadari
- Youness Shokrkhah
- Jahangir Khan Soor-Esrafil

## Z
- Amin Zarghami